# 梁招孟
梁招孟（1573年—1650年），字良山，号湋源，湖廣武昌府兴国州人。明末清初政治人物。

## 生平
萬曆四十年（1612年）壬子科湖广乡试舉人，曾任鳳陽縣儒學教諭，崇祯元年（1628年）戊辰科進士，授中书舍人，擢江西道御史，巡按京畿，改授南京户部郎中，出知河南卫辉府知府，改广东惠州府。
明亡仕清，任山西按察使，官至盐运使。顺治七年，卒于兴国家中。